# Februarie 1998
Acest articol este generat integral pe baza informațiilor din articolul 1998 și este actualizat periodic de un robot.
 Editările făcute în articol vor fi șterse la următoarea actualizare! Dacă doriți să faceți modificări, editați articolul-sursă.

ianuarie -
februarie -
martie -
aprilie -
mai -
iunie -
iulie -
august -
septembrie -
octombrie -
noiembrie -
decembrie
Februarie 1998 a fost a doua lună a anului și a început într-o zi de duminică.

## Evenimente

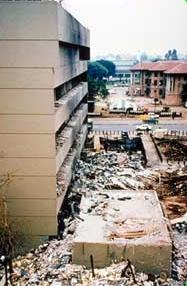
7 august: Atentat la Ambasada americană de la Nairobi.

- 2 februarie: Într-o scrisoare în zece puncte, adresată premierului Victor Ciorbea, miniștrii PD își anunță demisia și motivele demisiei: ineficiența guvernării, incompetența prim-ministrului, nerealizări în mersul reformei, abuzul de OU, defecțiuni în funcționarea aparatului guvernamental, discriminarea miniștrilor PD, ineficiența remanierii din decembrie 1997.[1]
- 2 februarie: Se lansează postul de televiziune Acasă TV ulterior denumit PRO 2.
- 3 februarie: Câștigătoarea licitației pentru cumpărarea rafinăriei Petrotel, din Ploiești, compania rusă Lukoil, semnează contractul de vânzare-cumpărare a aceastei rafinării, pentru o sumă de 300 milioane dolari.[2]
- 5 februarie: Liderii PNȚCD, PD, PNL, PSDR, UDMR, PAR semnează protocolul de funcționare a coaliției. Protocolul stabilește drept obiectiv prioritar al guvernării accelerarea reformei.
- 7 februarie: Jocurile Olimpice de iarnă se deschid la Nagano, Japonia.
- 9 februarie: La Tbilisi, Gruzia, Eduard Șevardnadze supraviețuiește atentatului îndreptat asupra lui.
- 12 februarie: Începe greva salariaților din sistemul sanitar, afiliați sindical la Federația Sanitas, membră a CNSLR-„Frăția”. Se cere mărirea bugetului pentru sistemul sanitar și creșterea salariilor personalului medical cu 100%.
- 27 februarie: Negociatorul-șef al FMI pentru România decide, în urma mai multor runde de negocieri cu guvernanții români, să amâne eliberarea celei de a treia tranșe din împrumutul acordat României, în valoare de 86 milioane de dolari, până când guvernul român își va îndeplini obligațiile asumate la acordarea împrumutului, privind reforma structurală.[3]

## Nașteri
- 11 februarie: Adrian Petre (Adrian Tabarcea Petre), fotbalist român
- 12 februarie: Ena Shibahara, jucătoare de tenis americană

## Decese
- 2 februarie: Raymond Cattell, psiholog britanic (n. 1905)
- 5 februarie: Pompiliu Dumitrescu, ilustrator român (n. 1941)
- 6 februarie: Falco (n. Johann Hölzel), 40 ani, cântăreț austriac (n. 1957)
- 6 februarie: Falco, muzician austriac (n. 1957)
- 6 februarie: Augustin Pop, scriitor român (n. 1952)
- 7 februarie: Lawrence Sanders, scriitor american (n. 1920)
- 8 februarie: Halldór Kiljan Laxness (n. Halldór Guðjónsson), 95 ani, scriitor islandez, laureat al Premiului Nobel (1955), (n. 1902)
- 12 februarie: Cleopa Ilie, arhimandrit, stareț (n. 1912)
- 17 februarie: Ernst Jünger, scriitor german (n. 1895)
- 18 februarie: Mya Than Tint, scriitor birman (n. 1929)
- 26 februarie: Theodore Schultz, economist american (n. 1902)
- 27 februarie: George H. Hitchings, 92 ani, chimist american, laureat al Premiului Nobel (1988), (n. 1905)
- 27 februarie: J. T. Walsh, actor american (n. 1943)